# Heinrich Ewers
Heinrich Ewers (ur. 18 lutego 1906 w Bytomiu, zm. 12 sierpnia 1992 w Paderborn) – niemiecki duchowny katolicki, teolog i prawnik, dziekan Roty Rzymskiej.

## Życiorys
Ewers w 1927 roku ukończył gimnazjum w Minden w Westfalii. Później ukończył prawo na Uniwersytecie we Fryburgu Bryzgowijskim, a następnie specjalizował się na Université de Bourgogne w Dijon, Uniwersytecie Humboldta w Berlinie i Uniwersytecie w Münsterze. W 1934 otrzymał doktorat na Uniwersytecie w Erlangen.
W maju tego samego roku Ewers zaczął studiować teologię katolicką w Paderborn, decydując się podążać ścieżką kapłaństwa. 2 maja 1940 otrzymał święcenia kapłańskie w katedrze w Paderborn, z rąk arcybiskupa Caspara Kleina. Po tym, jak został wikariuszem w Bernburgu i Anröchte, w listopadzie 1945 został powołany do służby w biurach Archidiecezji Paderborn, której później został również urzędnikiem sądowym.
W 1948 podjął studia w zakresie prawa kanonicznego na Uniwersytecie w Monachium, gdzie w lipcu 1951 uzyskał doktorat z prawa kanonicznego. Ewers w ten sposób stał się doktorem utriusque iuris, to jest obojga praw – kanonicznego i świeckiego i był w stanie podjąć stanowisko sędziego-instruktora w sądzie kościelnym w Paderborn. Od 1955 r. był także nauczycielem w niższym seminarium tej samej archidiecezji.
3 sierpnia 1956 Ewers został wezwany przez papieża Piusa XII do pełnienia funkcji sędziego Roty Rzymskiej, gdzie pracował przez ponad 25 lat. W 1961 został również nominowany przez papieża Jana XXIII jako konsultor Świętej Kongregacji Soborowej (która od 1967 r. stała się Kongregacją ds. Duchowieństwa), którą pełnił do lutego 1989. Od 1969 był sędzią Sądu Apelacyjnego Watykanu, którego później został prezesem. Od 1978 do 1982 sprawował funkcje dziekana Roty Rzymskiej.
W 1983 r. otrzymał Order Zasługi Republiki Federalnej Niemiec, przyznany mu przez ówczesnego prezydenta RFN Karla Carstensa.